# 沈衡
沈衡（1455年—1514年），字平甫，浙江嘉興府海鹽縣人，匠籍，治《書經》，匠籍，明朝政治人物。

## 生平
成化二十二年（1486年）丙午科浙江鄉試第四十六名舉人。弘治三年（1490年）中式庚戌科二甲第五十六名進士。

## 家族
曾祖沈伯英；祖父沈孟賢；父沈文郁，母陳氏；繼母胡氏；繼母張氏。